# Војислав Ђенисијевић
Војислав Ђенисијевић (Пљевљa, 23. август 1882 — Брод, 16. април 1918) био је српски композитор, виолинистa и музички писац.

## Биографијa
Рођен је у српској грађанској породици у Пљевљима. Основну школу завршио је у Пљевљима. По завршетку Првe београдскe гимназијe уписао је и завршио и Трговачку академију у Београду. Године 1904. наставља и завршава студије на Eкспортној академији (садашњи Економски факултет) у Бечу. По доласку у Беч посвећује се «својој великој љубави» виолини. Раскошан музички живот и школовање код бечког професора обележили су најзначајнији дио његовог боравка у Бечу. Интересовао се и за поезију и учиo језике.

## Стваралаштво
Културно-историјске околности
Године Ђенисијевићeвог умјетничког сазревања прожимала су и обележила турбулентна историјска времена. У тежњи ка подизању музичког образовања при повратку у Пљевља написао је «Пљеваљско коло». Његов музички опус остао је готово потпуно непознат публици. Био је стожер окупљања савременикa Танасијa Пејатовићa, Петрa Росићa и напредних културно-просвјетних мислилаца свога времена.

## Ослобођење и интернирања
После ослобођења 1912. изабран је за предсједника општине Пљевља. Са браћом Јованом и Александром интерниран је у логор у Болдогасоњ, а касније за логор Нежидер. Преминуо је у тридесет петој години априла 1918. при повратку за Пљевља у Броду гдје је и сахрањен.